# کاربوترول
کاربوترول هیدروکلراید (انگلیسی: Carbuterol) یک آگونیست گیرنده آدرنرژیک β2 کوتاه اثر است.

## سنتز